# Сисакет
Сисакет е една от 76-те провинции на Тайланд. Столицата ѝ е едноименния град Сисакет. Населението на провинцията е 1 405 500 жители (2000 г. – 9-а по население), а площта 8840 кв. км (21-ва по площ). Намира се в часова зона UTC+7. Разделена е на 22 района, които са разделени на 206 общини и 2411 села.